# Općina Jesenice
Općina Jesenice (slo.:Občina Jesenice) je općina u sjeverozapadnoj Sloveniji u pokrajini Gorenjskoj i statističkoj regiji Gorenjskoj. Središte općine je grad Jesenice s 13.429 stanovnika. 

## Zemljopis
Općina Jesenice nalazi se na sjeverozapadu Slovenije, na granici s Austrijom. Općina se nalazi usred alpskog planinskog masiva. Sjevernim dijelom općine pružaju se Karavanke, a južnim Julijske Alpe. U sredini se nalazi dolina Save Dolinke, koja je pogodna za život i gdje su smještena sva naselja općine.
U općini vlada umjereno kontinentalna klima. Glavni vodotok u općini je Sava Dolinka, koja ovdje teče srednjim dijelom toka. Svi ostali manji vodotoci su njeni pritoci.

## Naselja u općini
Blejska Dobrava, Hrušica, Javorniški Rovt, Jesenice, Kočna, Koroška Bela, Lipce, Planina pod Golico, Plavški Rovt, Podkočna, Potoki, Prihodi, Slovenski Javornik

## Vanjske poveznice
- Službena stranica općine